# Фара Филиорум Петри
Фа̀ра Филио̀рум Пѐтри (на италиански: Fara Filiorum Petri) е село и община в Южна Италия, провинция Киети, регион Абруцо. Разположено е на 227 m надморска височина. Населението на общината е 1930 души (към 2014 г.).